# Collar ossi

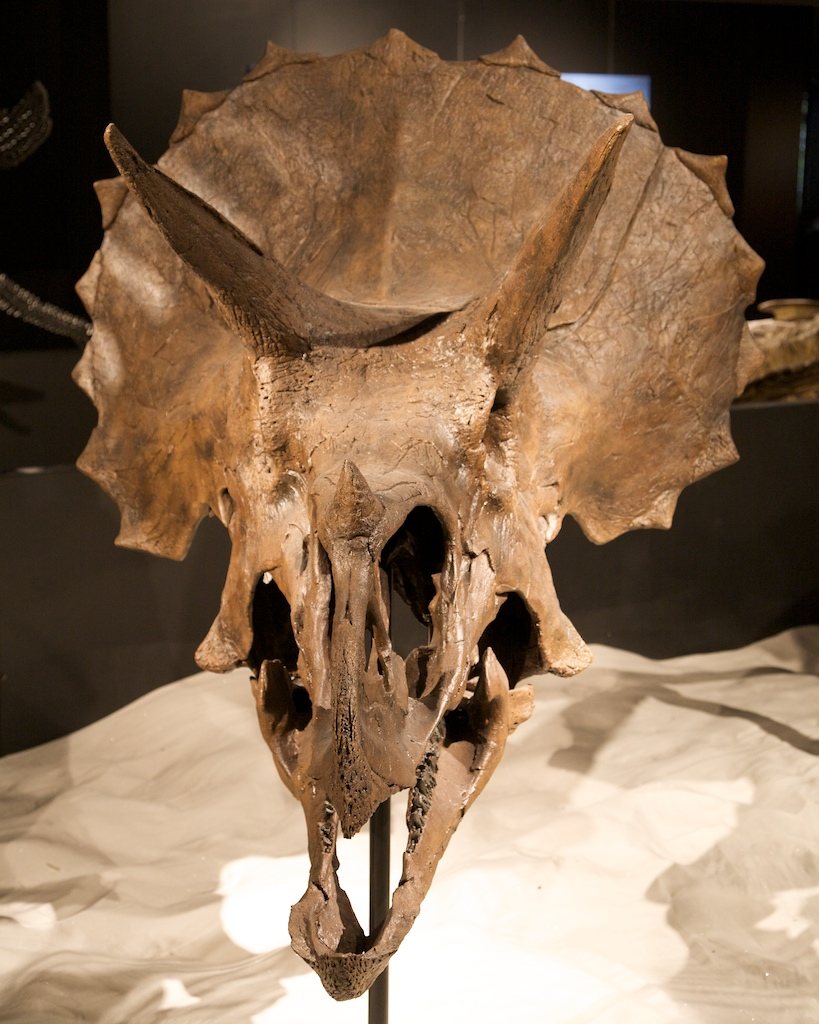
Cap de triceratop vist des de davant, amb tota una vorada d'epoccipitals al voltant del collar ossi.

Un collar ossi és una estructura òssia present a la part posterior del cap de molts gèneres de dinosaures del subordre dels marginocèfals. El collar ossi està constituït per l'os parietal allargat i flanquejat per un escatós també allargat i, a vegades, envoltat per epoccipitals, que li donen un aspecte irregular. En alguns ceratòpsids com el triceratop, pentaceratop i torosaure, l'extensió de l'os parietal és molt llarga.
L'ús del collar ossi en els dinosaures es desconeix en certa manera: podria haver estat emprat en la termoregulació o com a mecanisme de defensa. Tanmateix, durant les lluites pel territori, els triceratops que competien impactaven els seus caps amb les seves allargades banyes i el collar ossi podria haver servit com a escut.